# Vladímir Kuznetsov (halterófilo, 1984)
Vladímir Kuznetsov (en kazajo: Владимир Кузнецов; 21 de abril de 1984) es un deportista kazajo que compitió en halterofilia. Ganó una medalla de bronce en el Campeonato Mundial de Halterofilia de 2009, en la categoría de 85 kg.

## Palmarés internacional
| Campeonato Mundial | Campeonato Mundial     | Campeonato Mundial | Campeonato Mundial |
| Año                | Lugar                  | Medalla            | Categoría          |
| ------------------ | ---------------------- | ------------------ | ------------------ |
| 2009               | Goyang (Corea del Sur) | Medalla de bronce  | 85 kg              |